# Timocharis (cratera)

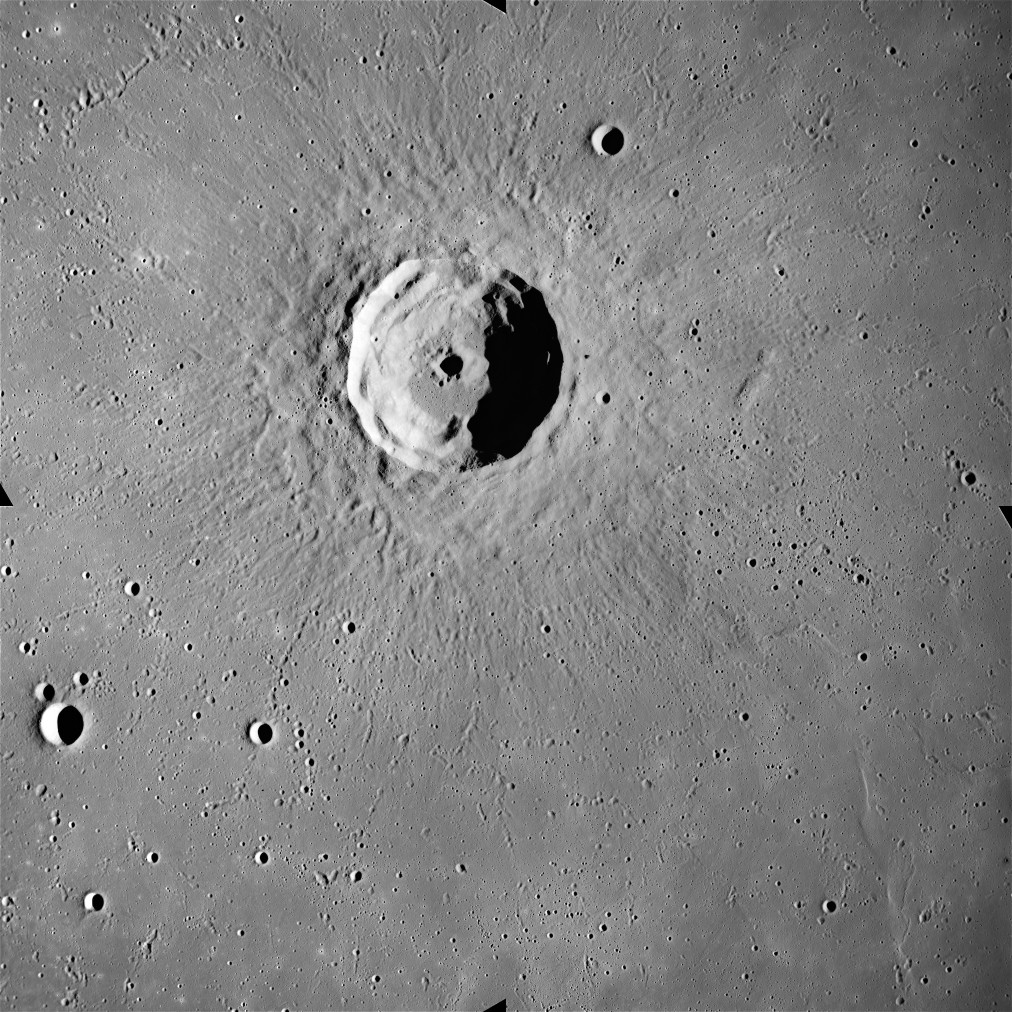
Imagem da Cratera Timocharis da Apollo 15 (NASA).

Timocharis é uma proeminente cratera de impacto lunar, localizada no Mare Imbrium. A cratera mais próxima com dimensões comparáveis é a Lambert a oeste. As pequenas crateras Feuillée e Beer estão a este de Timocharis.
Outras crateras próximas desta cratera são: Heinrich, Landsteiner e Pupin.